# Creilerskoven
Skoven ved Creil (nederlandsk: Creiler Woud eller Kreilse Bos) er en skov, som lå nord-øst for nutidens provins Noord-Holland i Nederlandene. Skoven er kendt fra en jagt, som blev organiseret af grev Floris II af Holland i 1100-tallet, og som endte med, at den frisiske adelsmand Galama mistede livet i en tvist om retten til at drive jagt der. Den strakte sig omtrent fra det som nu er øen Texel til Enkhuizen.

## Skovens skæbne
Under den store storm og oversvømmelse som fandt sted natten efter allehelgensdag (1. – 2. november) 1170 forsvandt denne skov i Zuiderzee. Rester af den kan endnu findes på bunden av IJsselmeer.

## Minder
Tre stednavne minder endnu om skoven, som en gang lå her: Kreil og Kreileroord i provinsen Noord-Holland  og Creil i Flevoland.